# Mino Jarjoura
Mino Jarjoura é um cineasta americano. Como reconhecimento, foi nomeado ao Oscar 2013 na categoria de Melhor Curta-metragem por Asad.